# 黃亦彤
黃亦彤，網名HEBE，是香港YouTuber，YouTube頻道ID為HEBEFACE，主要分享港產片之之朝聖地、電影及死場遊走影片等等，截至2024年9月，其訂閱人數已達22萬。

## 經歷
他曾於新城電台工作，主持節目包括新城知訊台的《阿肥與阿比》、《星之Car比》、《原來生活好快樂》、《同聲彤氣，come on James！》、《夢想事大》；以及新城財經台的《音樂無假》（只在節假日下午時段播出）、《知音四寶》。
他於一次接受谷德昭在ViuTV節目《爆谷一周》的訪問中提到，離開電台後，他曾經因收入大減而嘗試當司機載送乘客。後來，他因製作《港產片朝聖地》而開始被更多人認識，這也標誌他開始全職製作生涯。

## 出版作品
他於2021年香港書展推出著作《港產片朝聖天書》（ISBN：978-988-750-806-9，豐林文化傳播有限公司出版）。
| 出版日期      | 書名               | 出版社   | ISBN               |
| ------------- | ------------------ | -------- | ------------------ |
| 2021年7月15日 | 《港產片朝聖天書》 | 豐林文化 | ISBN 9789887508069 |

## 外部連結
- YouTube上的HEBEFACE頻道
- 黃亦彤的Facebook專頁
- 黃亦彤的Instagram帳戶